# Blastobasis ochreopalpella
Blastobasis ochreopalpella é uma espécie de mariposa do gênero Blastobasis pertencente à família Coleophoridae.